# Видобуток корисної копалини
Видобуток корисної копалини — кількість корисної копалини, добута з надр за певний проміжок часу.
Облік видобутку корисної копалини — облік кількості корисної копалини, яка видобута з надр за звітний період (зміну, добу, місяць, квартал, рік). Розрізняють оперативний, маркшейдерсько-бухгалтерський облік видобутку тощо.